# Nikita Tsvetkov
Nikita Tsvetkov (russisch Никита Андреевич Цветков; * 14. Februar 2005) ist ein usbekischer Radrennfahrer, der auf Straße und Bahn aktiv ist.

## Sportlicher Werdegang
Tsvetkov fuhr in seiner Jugend und bis in seine Juniorenzeit für den russischen Radsportverband. 2022 und 2023 zeichnete er sich bei Junioren-Rennen in Asien aus, so gewann er eine Etappe bei Velo Alanya Junior und dominierte 2023 die iranische Tour of Marand.
2023 wechselte Tsvetkov in den usbekischen Radsportverband und kam für diesen bei den Asien-Meisterschaften der Junioren sowie bei den Asienspielen zum Einsatz.
2024, mit 19 Jahren, wurde Tsvetkov in die usbekische Mannschaft Tashkent City, ein UCI Continental Team, aufgenommen und hauptsächlich bei Rennen in Asien eingesetzt. Er holte eine Reihe von Top-10-Resultaten und wurde usbekischer Meister im Einzelzeitfahren. Bei den Asienmeisterschaften auf der Bahn gewann er die Silbermedaille im Ausscheidungsfahren. Im Juli fuhr er mit Kreiz Breizh Elites sein erstes Rennen in Westeuropa; kurz darauf wurde er kurzfristig als Ersatz für Dmitriy Bocharov im olympischen Straßenrennen aufgestellt, das er unterwegs aufgeben musste.

## Erfolge

### Straße
2022
eine Etappe Velo Alanya Junior
2023
Gesamtwertung und drei Etappen Tour of Marand
2024
 Usbekischer Meister – Einzelzeitfahren, Mixed-Staffel
2025
 Usbekischer Meister – Einzelzeitfahren

### Bahn
2024
 Asienmeisterschaften – Ausscheidungsfahren